# Erik Bengtsson
Erik Gustaf Bengtsson (* 14. Juli 1928 in Visnums församling, Kristinehamn, Värmlands län) ist ein ehemaliger schwedischer Offizier und zuletzt Generalleutnant (Generallöjtnant) des Heeres (Armén), der unter anderem zwischen 1984 und 1990 Chef des Heeres (Chef för armén) war.

## Leben
Erik Gustaf Bengtsson, Sohn des Landwirts Erik Bengtsson und Hildur Löfstedt, absolvierte nach dem Abitur (Studentexamen) 1951 eine Offiziersausbildung und wurde 1952 als Offizier in das Artillerieregiment A 4 (Norrlands artilleriregemente) übernommen. Er absolvierte zwischen 1958 und 1961 die Königliche Kriegsschule (Kungliga Krigsskolan) im Schloss Karlberg und wurde daraufhin zum Heeresstab (Arméstaben) abgeordnet sowie 1964 zum Verteidigungsstab (Försvarsstaben) abgeordnet. Nachdem er zwischen 1967 und 1968 erneut Offizier im Artillerieregiment A 4 war, fand er zwischen 1968 und 1972 abermals Verwendung im Verteidigungsstab und war daraufhin von 1972 bis 1973 Offizier im Artillerieregiment A 8 (Bodens artilleriregemente). Am 6. Juni 1970 wurde er Ritter des Schwertordens. Er war im Anschluss zwischen 1973 und 1975 Sektionschef im Stab des Militärbezirks Oberes Norrland (Övre Norrlands militärområde) sowie nach seiner Beförderung zum Oberst (Överste) von 1975 und 1977 Chef für Ausbildung des Artillerieregiments A 8. Nach seiner Beförderung zum Oberst Ersten Grades (Överste av 1:a graden) war er zwischen 1977 und 1978 stellvertretender Chef des Stabes des Östlichen Militärbezirks (Östra militärområdet) in der Garnison Strängnäs.
1978 wurde Bengtsson zum Generalmajor befördert und übernahm daraufhin von Generalmajor Nils-Fredrik Palmstierna den Posten als Chef des Stabes des Östlichen Militärbezirks und verblieb auf diesem Posten bis 1980, woraufhin Generalmajor Gustaf Welin seine Nachfolge antrat. 1980 wurde er zum Generalleutnant (Generallöjtnant) befördert und wurde als Nachfolger von Generalleutnant Karl-Gösta Lundmark als Militärischer Befehlshaber (Militärbefälhavare) des Militärbezirks Oberes Norrland in der Festung Boden. Diese Kommando hatte er bis 1984 inne und wurde im Anschluss von Generalleutnant Bengt Gustafsson abgelöst.
Zuletzt wurde Generalleutnant Erik Bengtsson 1984 Nachfolger von Generalleutnant Nils Sköld Chef des Heeres (Chef för armén) und verblieb in dieser Funktion bis zu seinem Eintritt in den Ruhestand 1990, woraufhin Generalleutnant Åke Sagrén ihn ablöste. Er ist Mitglied der Königlichen Akademie der Militärwissenschaften KKrVA (Kungliga Krigsvetenskapsakademien) und verfasste militärische Artikel für zahlreiche Zeitungen und Zeitschriften.
Bengtsson heiratete 1949 Ulla Axelsson (* 1927), Tochter von Malermeister Axel Jansson und Gerda Ohlsson.